# Sistema de Información Legislativa Paraguay
El Sistema de Información Legislativa Paraguay (SILpy) es una plataforma digital del Congreso Nacional de Paraguay que permite el registro, consulta y seguimiento electrónico de los procesos legislativos del país. Centraliza información sobre proyectos de ley, legisladores, sesiones, votaciones y comisiones de ambas cámaras (Cámara de Senadores y Cámara de Diputados). Desde su creación en 2007, ha sido actualizado en varias versiones y es considerado una herramienta clave para la participación ciudadana y la rendición de cuentas en Paraguay.

## Historia
Fue implementado en 2007 con el apoyo del Senado de Chile, que donó el software y brindó asistencia técnica para su adaptación local. Dicho acuerdo permitió adaptar e implementar el sistema chileno de información legislativa en el Congreso paraguayo, como parte de un esfuerzo por modernizar, transparentar y automatizar los procesos legislativos del país. En 2022, el Senado de Paraguay lo declaró de interés nacional. El sistema fue adaptado con fondos del Proyecto «Modernización del Congreso», respaldado por el Banco Mundial.
Durante la pandemia de COVID-19, las visitas al sitio web de SILpy (silpy.congreso.gov.py) aumentaron debido a las sesiones virtuales del Congreso. Las visitas diarias oscilaron entre 1000 y 500 000.
El 1 de diciembre de 2022, el Senado de Paraguay reconoció al Senado de Chile, en la persona de Roberto Bustos Latorre, prosecretario general y tesorero, por su aporte en la automatización del proceso legislativo paraguayo y la capacitación de funcionarios en el uso de SILpy.

## Funcionalidades
El sistema ofrece herramientas para buscar proyectos de ley y expedientes por texto o número, acceder a perfiles de legisladores, consultar sesiones y votaciones, y garantizar la transparencia del proceso legislativo mediante el seguimiento público de cada iniciativa.

## Normativas
SILpy ha sido respaldado por varias resoluciones y declaraciones. La Resolución Bicameral N.º 340/2023 estableció la implementación de su cuarta versión. En 2022, tanto el Senado como la Cámara de Diputados de Paraguay declararon a SILpy de interés nacional como herramienta de transparencia y participación ciudadana. Se han emitido resoluciones que autorizaron actualizaciones del sistema (como la Resolución Bicameral N.º 1/2018 y la Resolución Bicameral N.º 3/2017), y se han promovido la apertura de datos públicos (Resolución Bicameral N.º 1/2015).